# Anoteropsis lacustris
Anoteropsis lacustris är en spindelart som beskrevs av Vink 2002. Anoteropsis lacustris ingår i släktet Anoteropsis och familjen vargspindlar. Inga underarter finns listade i Catalogue of Life.